# ماورو فينيسيوس دا سيلفا
ماورو فينيسيوس دا سيلفا (بالبرتغالية: Mauro Vinícius da Silva‏) هو منافس ألعاب قوى برازيلي، ولد في 26 ديسمبر 1986 في بريزيدينت برودينت في البرازيل.

## وصلات خارجية
- ماورو فينيسيوس دا سيلفا على موقع الاتحاد الدولي لألعاب القوى (الإنجليزية)
- ماورو فينيسيوس دا سيلفا على موقع الدوري الماسي (الإنجليزية)
- ماورو فينيسيوس دا سيلفا على موقع اللجنة الأولمبية الدولية (الإنجليزية)
- ماورو فينيسيوس دا سيلفا على موقع أوليمبيديا (الإنجليزية)